# Hypoxis ludwigii
Hypoxis ludwigii är en enhjärtbladig växtart som beskrevs av John Gilbert Baker. Hypoxis ludwigii ingår i släktet Hypoxis och familjen Hypoxidaceae. Inga underarter finns listade i Catalogue of Life.